# Centro Henry Hazlitt
El Centro Henry Hazlitt es un centro académico fundado en 1976 dentro de la Universidad Francisco Marroquín de Guatemala encargado de la planeación, ejecución y evaluación de todos los cursos relacionados con filosofía liberal y proceso económico, con el fin de dotar a todos los alumnos de la universidad de sólidas bases éticas y fundamentos teóricos sobre derecho y economía.
Así mismo, brinda una serie de conferencias y seminarios académicos impartidos por profesionales nacionales y extranjeros. El centro recibe su nombre en honor del pensador norteamericano Henry Hazlitt.